# Alfonso Cigala Fulgosi
Alfonso Cigala Fulgosi (Agazzano, 16 ottobre 1884 – Signo, 1º ottobre 1943) è stato un generale italiano, che fu comandante della Piazza di Spalato, in Dalmazia, e nei giorni seguenti all'armistizio dell'8 settembre 1943, per essersi opposto alla resa e alla consegna delle armi, fu trucidato dai tedeschi a Signo insieme ad altri 50 ufficiali. Decorato di Medaglia d'oro al valor militare alla memoria.

## Biografia
Nacque ad Agazzano (provincia di Piacenza) il 16 ottobre 1884, e dopo aver frequentato il Collegio dei barnabiti di Lodi, dove conseguì il diploma liceale, entrò come allievo presso l'Regia Accademia Militare di Fanteria e Cavalleria di Modena nel novembre 1904. Uscitone con la nomina di sottotenente di cavalleria nel 1906, fu destinato a prestare servizio presso l'8º Reggimento "Lancieri di Montebello". Promosso tenente nel settembre 1909, divenne capitano nel 1915 mentre prestava servizio presso il 3º Reggimento "Savoia Cavalleria".
Dopo l'entrata in guerra del Regno d'Italia, il 24 maggio 1915, divenne ufficiale d'ordinanza del comandante della  1ª Armata mobilitata, generale Roberto Brusati. Prese parte alle operazioni belliche come comandante di uno squadrone dei 9º Reggimento "Lancieri di Firenze", ed infine come addetto all'8ª Divisione di fanteria. Ferito sul Monte Santo, nel 1918 seguì la sua divisione in Francia, dove prese parte alla seconda battaglia della Marna. Promosso maggiore nel 1924, ricoprì l'incarico di insegnante presso la Scuola Allievi Ufficiali di Milano e in seguito di giudice supplente presso il Tribunale Militare Territoriale di Milano fino al 1927, anno in cui fu promosso al grado di tenente colonnello e trasferito al Centro Speciale di Cavalleria della Sardegna. In seguito prestò servizio presso il Comando del Corpo d'armata di Udine, al Ministero della guerra ed infine al Comando del Corpo d'armata di Milano. Il 31 dicembre 1936 fu promosso colonnello (poi, nel 1940, anticipato al 16 marzo 1936) e nel 1940 passò a domanda nella riserva col grado di generale di brigata, nominato Presidente della Federazione Italiana Sport Equestri (F.I.S.E.).
Dal 7 settembre 1942, dietro sua richiesta, fu richiamato in servizio da generale di brigata della riserva, divenendo comandante della XVII Brigata costiera in Dalmazia. Dopo la promozione al rango di generale di divisione nella riserva, assunse il comando del presidio di Spalato.
All'atto della firma dell'armistizio dell'8 settembre 1943 si trovava presso il suo comando, integrato nel XVIII Corpo d'armata del generale Umberto Spigo. La zona di Spalato era presidiata dai reparti della 15ª Divisione fanteria "Bergamo", al comando del generale Emilio Becuzzi, che decise inizialmente di resistere ai tedeschi facendo causa comune con i partigiani jugoslavi, ma informandoli anche non avrebbe combattuto contro gli ex alleati. L'11 settembre Becuzzi tenne un consiglio di guerra con i propri ufficiali in cui avanzò l'ipotesi di cedere le armi ai partigiani jugoslavi, non combattere contro le forze tedesche, e sciogliere le unità italiane presenti in zona. Sia il generale Salvatore Pelligra, comandante dell'artiglieria del XVIII Corpo d'armata, che lui, si rifiutarono fermamente di cedere le armi preferendo combattere.
Alle richieste avanzate da Spalato, che chiedevano l'invio di rinforzi, l'alto comando italiano rispose disponendo il ritiro dalla zona di circa 3 000 soldati italiani. Tali soldati si imbarcarono su alcune navi, insieme al comandante della Divisione di fanteria "Bergamo", generale Becuzzi, il giorno 23. Ricevuti consistenti rinforzi, tra cui la SS Freiwilligen Division "Prinz Eugen", e contando sull'appoggio aereo fornito da alcune squadriglie di cacciabombardieri Junkers Ju.87 "Stuka", i tedeschi passarono decisamente al contrattacco. Il 24 settembre, dopo la partenza di Becuzzi, il generale Pelligra assunse il comando di tutte le rimanenti truppe italiane presenti nella zona.
Le truppe germaniche penetrarono in città, assumendone il controllo dopo un breve, ma intenso combattimento. Secondo le disposizioni impartite dall'Obergruppenführer Karl Reichsritter von Oberkamp, comandante della 7. SS-Freiwilligen-Gebirgs-Division "Prinz Eugen", tutti gli ufficiali italiani che avevano fatto causa comune con i partigiani jugoslavi dovevano essere passati per le armi.
Venne fucilato il 1 ottobre 1943 nei pressi delle fornaci di Signo. Insieme a lui furono uccisi anche il generale di brigata  Salvatore Pelligra, e il generale di brigata nella riserva Angelo Policardi comandante del Genio del XVIII Corpo d'armata. Il primo fu decorato con Medaglia d'oro, e il secondo con Medaglia d'argento al valor militare alla memoria. In sua memoria gli sono state intitolate vie a Piacenza, Stresa, e Gragnano Trebbiense.

### Annotazioni
1. ↑  La sua era una nobile ed antica famiglia, che aveva dato alla Repubblica di Genova Dogi e Capitani, ed era emigrata a Piacenza nel 1300.
2. ↑  Il 10 giugno 1943, suo figlio maggiore Giuseppe fu insignito della Medaglia d'oro al valor militare direttamente dalle mani del Re Vittorio Emanuele III, ma il giorno successivo gli venne comunicata la notizia della scomparsa, nel cielo della Sardegna, del figlio minore Agostino Giorgio, tenente della Regia Aeronautica, e pilota di caccia decorato con Medaglia d'argento al valor militare.
3. ↑  Becuzzi si imbarcò sulla torpediniera torpediniera Aretusa abbandonando al proprio destino i circa ottomila soldati della sua divisione.
4. ↑  Dei circa 450 ufficiali italiani catturati dai tedeschi nella zona, 45 vennero uccisi a Trilj il 2 ottobre, e 9 il giorno 3 in un luogo sconosciuto.

### Fonti
1. ↑  Brignoli 2007, p. 31.
2. ↑  Brignoli 2007, p. 42.
3. 1 2 3 4  Schreiber 1990, p. 201.
4. ↑  Talpo 1994, p. 1262.
5. 1 2 3 4  Aga Rossi, Giusti 2011, p. 142.
6. ↑  Aga Rossi, Giusti 2011, p. 154.
7. ↑  Schreiber 1990, p. 200.
8. ↑  Aga Rossi, Giusti 2011, p. 155.
9. 1 2 3 4  Schreiber 1990, p. 202.
10. ↑   Alfonso Cigala Fulgosi, in Donne e Uomini della Resistenza, ANPI. URL consultato il 26 settembre 2023 (archiviato il 18 luglio 2007).
11. ↑  Gazzetta Ufficiale del Regno d'Italia n.289 del 5 ottobre 1938.